# Dendromus kahuziensis
Dendromus kahuziensis là một loài động vật có vú trong họ Nesomyidae, bộ Gặm nhấm. Loài này được Dieterlen mô tả năm 1969.